# Raffaele Pierotti
Raffaele Pierotti, O.P., italijanski rimskokatoliški duhovnik in kardinal, * 1. januar 1836, Sorbano, † 7. september 1905, Rim.

## Življenjepis
9. januarja 1857 je podal svečane zaobljube pri dominikancih.
30. novembra 1896 je bil povzdignjen v kardinala in imenovan za kardinal-diakona Ss. Cosma e Damiano.